# فيرخني أوسلون (تتارستان)
فيركنيي وسلون (بالروسية: Верхний Услон) هي مدينة في جمهورية تتارستان في روسيا.
يبلغ عدد سكانها حوالي 4234   نسمة.